# Salone (zona di Roma)
Salone è un antico casale della campagna romana noto sin dal secolo XI con il nome di Campus Solonis o Castellum Ulmetum sito sulla via Collatina oggi appartenente al territorio del Municipio VI di Roma Capitale.

## Storia
Sin dall’età romana il luogo era noto per la presenza delle scaturigini dell’Acqua Vergine poste in agro lucullano, noto in passato anche come Fonte erculaneo. 
Nel 1074 nella bolla di Gregorio VII mediante la quale venivano concessi numerosi beni alla abbazia di San Paolo fuori le mura veniva confermato il casale di Solone cum castello suo quod vocatur Ulmetum.
Tuttavia già nel secolo successivo ne appare titolare la Basilica Liberiana, cui era annessa sin dal 1219 la pedica di Tor Bella Monaca, e ancora nel 1321 parte di quel tenimento risulta donato alla stessa basilica dal cardinale Giacomo Colonna.
Nel XVI secolo divenne di proprietà del cardinale Agostino Trivulzio che vi eresse un casale ad uso di villa nobile a cui vi lavorarono Baldassarre Peruzzi e per la decorazione Daniele da Volterra. Nel 1527 tuttavia il casale subì il saccheggio dei Lanzichenecchi andando in progressivo abbandono.
Successivamente il casale passò al capitolo di Santa Maria Maggiore e agli inizi del XIX secolo quando già il vasto tenimento era stato suddiviso nelle tenute di Salone, Saloncino e Saloncello, aveva una superficie di 615 rubbia pari a oltre 1 100 ettari e confinava con l'Aniene, e le tenute di La Rustica, Ponte di Nona, Cerrone, Benzoni, Torragnola, Torrenova, Tor Sapienza, Casetta o Casacalda e Tor Tre Teste; il medesimo capitolo ne era ancora proprietario agli inizi del XX secolo quando figura tra i richiedenti il mutuo per la bonifica di una parte del suolo. Si vuole che il nome sia una errata trascrizione dell’originario nome Solone derivato forse dal nome del legislatore greco che effettuò una leggendaria visita in Roma nel VI secolo a.C.

### Le latomie di Salone

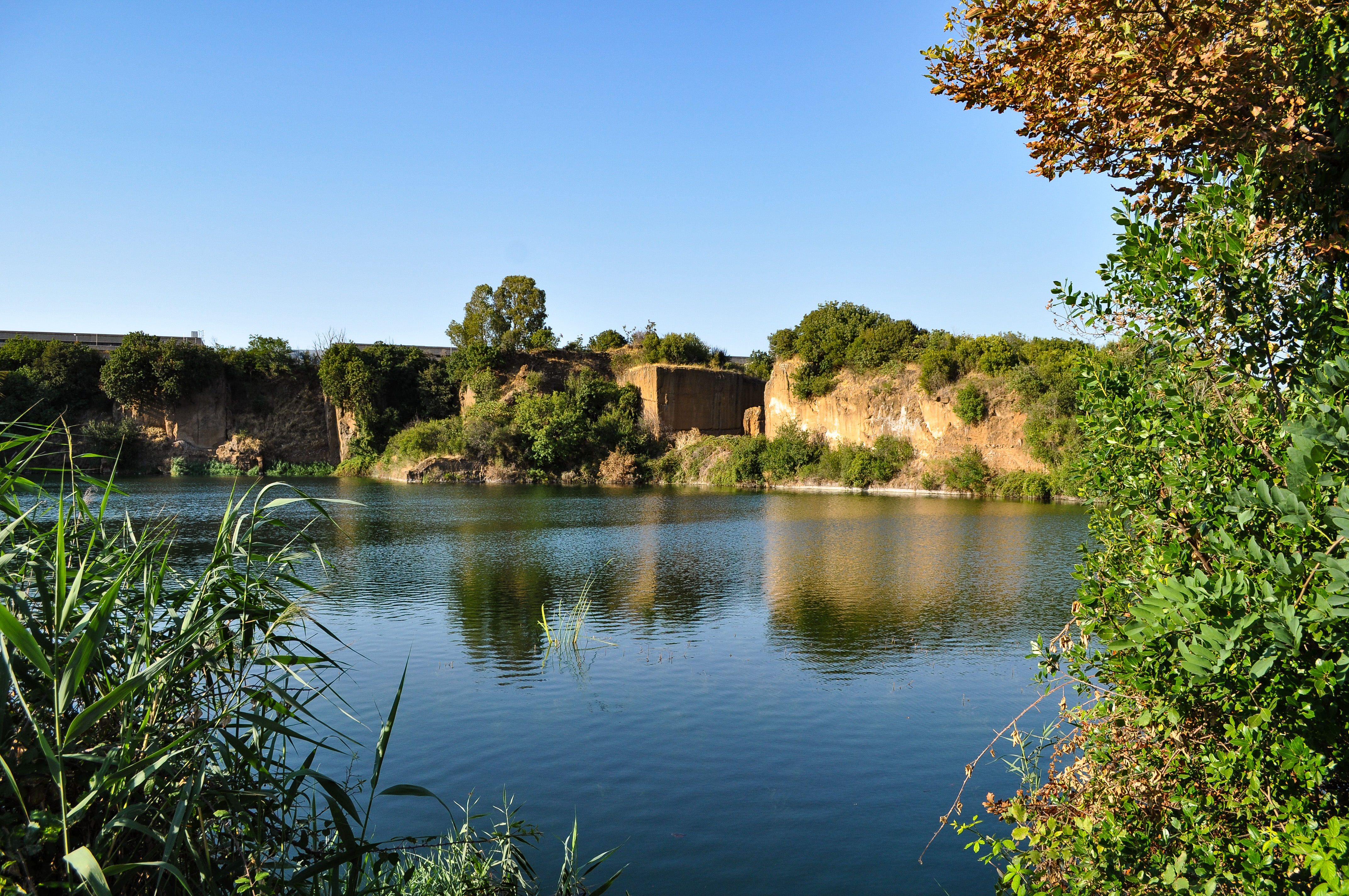
Latomie di Salone

Nella zona lungo la sponda destra dell’Aniene, tra la via Tiburtina e l'Autostrada dei Parchi, che in parte ne attraversa il territorio subito dopo il Grande Raccordo Anulare, sono presenti numerose e antiche cave di tufo note anche come latomie di Salone visibili dall’autostrada: gli antichi romani vi estrassero il materiale per costruire molti edifici, tra cui il Colosseo stesso. I blocchi di tufo venivano trasportati a Roma tramite zattere sul fiume Aniene, il cui corso passa a poche decine di metri dalle cave stesse. Con la caduta dell'impero romano le latomie furono progressivamente inutilizzate, in seguito, nel Medioevo, la zona fu interessata dal fenomeno delle domuscultae, in particolare nella zona vi fu la domusculta di Santa Cecilia.

## Infrastrutture e trasporti
È servita dai treni della linea ferroviaria FL2 mediante la stazione di Salone.